# Colluricincla megarhyncha
Colluricincla megarhyncha là một loài chim trong họ Pachycephalidae.